# Othmar Pickl
Othmar Pickl (* 11. September 1927 in Baden bei Wien; † 28. August 2008 in Graz) war ein österreichischer Historiker.

## Leben
Pickl studierte Deutsch und Geschichte an der Universität Graz und wurde dort zum Dr. phil. promoviert. 1969 erhielt er einen Ruf auf den neu geschaffenen Lehrstuhl für Wirtschafts- und Sozialgeschichte der Karl-Franzens-Universität Graz. 1995 wurde er emeritiert.
Er war korrespondierendes Mitglied der Österreichischen Akademie der Wissenschaften und Socio straniero der Deputazione di Storia Patria per la Venezia Giulia in Triest. In die Historische Landeskommission für Steiermark wurde er 1956 gewählt und war von 1957 bis 2006 ehrenamtlich deren geschäftsführender Sekretär.

## Wirken
Othmar Pickl veröffentlichte über 300 wissenschaftliche Arbeiten. Er engagierte sich insbesondere in der Aufarbeitung der Landesgeschichte der Steiermark: Unter seiner Leitung wurde die Herausgabe der zehnbändigen Reihe Geschichte der Steiermark begonnen; dies ist seit 1934 die erste umfassende Darstellung der Entwicklung der steirischen Geschichte.
Neben der Auszeichnung als „Hofrat“ wurde er 2007 mit dem Großen Goldenen Ehrenzeichen des Landes Steiermark mit dem Stern ausgezeichnet. Er war Mitglied der Komturei Graz des Ritterorden vom Heiligen Grab zu Jerusalem.